# Jamal Williams
(en) Statistiques sur pro-football-reference
 Jamal Williams est un joueur américain de football américain né le 28 avril 1976 qui a évolué au poste de nose tackle dans la National Football League (NFL) pendant treize saisons.
Au niveau universitaire, il a joué pendant quatre saisons (1995-1998) pour les Cowboys d'Oklahoma State dans la NCAA Division I FBS avant d'être sélectionné par la franchise des Chargers de San Diego lors du deuxième tour de la draft supplémentaire 1998 de la NFL.
Il reste chez les Chargers pendant dix saisons et rejoint en 2010 les Broncos de Denver pour une saison avant d'arrêter sa carrière dans la NFL.
Avec les Chargers, il est sélectionné à trois reprises pour le Pro Bowl (saisons 2005 à 2007). Il est également repris à deux reprises dans la première équipe All-Pro en 2005 et 2006 et dans la deuxième équipe en 2004.
Williams qui mesurait 1,91 m et pesait 158 kg a été décrit comme un « bloc de granit » par Peter King de Sports Illustrated en 2007.

## Reconnaissances
- Williams a été intronisé au Los Angeles Chargers Hall of Fame en 2022 ;
- Il a été sélectionné dans l'équipe anniversaire des 50 ans des Chargers de San Diego ;
- En NCAA, il a été sélectionné dans l'équipe type de la Conférence Big 12 en 1997.

## Statistiques
| Année      | Équipe                | MJ  |       | Plaquages | Plaquages | Plaquages | Plaquages |       | Interceptions | Interceptions | Interceptions | Interceptions |  | Fumbles | Fumbles |
| Année      | Équipe                | MJ  | Total | Seul      | Ast.      | Sacks     | Nb.       | Yards | Déf.          | TD            | Nb.           | Rec.          |  |         |         |
| 1998       | Chargers de San Diego | 09  | 06    | 05        | 1         | 0,0       | 1         | 14    | 0             | 1             | 0             | 0             |  |         |         |
| 1999       | Chargers de San Diego | 16  | 26    | 22        | 04        | 1,0       | 0         | 0     | 2             | 0             | 0             | 0             |  |         |         |
| 2000       | Chargers de San Diego | 16  | 53    | 46        | 07        | 1,0       | 0         | 0     | 1             | 0             | 1             | 0             |  |         |         |
| 2001       | Chargers de San Diego | 03  | 02    | 02        | 0         | 0,0       | 0         | 0     | 0             | 0             | 0             | 1             |  |         |         |
| 2002       | Chargers de San Diego | 12  | 24    | 20        | 04        | 2,5       | 0         | 0     | 2             | 0             | 1             | 0             |  |         |         |
| 2003       | Chargers de San Diego | 15  | 33    | 24        | 09        | 1,0       | 0         | 0     | 1             | 0             | 1             | 0             |  |         |         |
| 2004       | Chargers de San Diego | 15  | 32    | 25        | 07        | 4,0       | 0         | 0     | 4             | 0             | 0             | 0             |  |         |         |
| 2005       | Chargers de San Diego | 16  | 53    | 40        | 13        | 0,0       | 0         | 0     | 4             | 0             | 0             | 1             |  |         |         |
| 2006       | Chargers de San Diego | 16  | 69    | 49        | 20        | 2,0       | 0         | 0     | 2             | 0             | 0             | 0             |  |         |         |
| 2007       | Chargers de San Diego | 13  | 39    | 32        | 07        | 0,0       | 0         | 0     | 2             | 0             | 0             | 1             |  |         |         |
| 2008       | Chargers de San Diego | 16  | 56    | 46        | 10        | 1,5       | 0         | 0     | 3             | 0             | 0             | 0             |  |         |         |
| 2009       | Chargers de San Diego | 01  | 03    | 03        | 0         | 0,0       | 0         | 0     | 0             | 0             | 0             | 0             |  |         |         |
| 2010       | Broncos de Denver     | 16  | 47    | 31        | 16        | 0,0       | 0         | 0     | 1             | 0             | 0             | 0             |  |         |         |
| Totaux NFL | Totaux NFL            | 164 | 443   | 345       | 98        | 13,0      | 1         | 14    | 22            | 1             | 4             | 3             |  |         |         |

| Année      | Équipe                | MJ |       | Plaquages | Plaquages | Plaquages | Plaquages |       | Interceptions | Interceptions | Interceptions | Interceptions |  | Fumbles | Fumbles |
| Année      | Équipe                | MJ | Total | Seul      | Ast.      | Sacks     | Nb.       | Yards | Déf.          | TD            | Nb.           | Rec.          |  |         |         |
| 2004       | Chargers de San Diego | 1  | 0     | 0         | 0         | 0,0       | -         | -     | -             | -             | 0             | 0             |  |         |         |
| 2006       | Chargers de San Diego | 1  | 3     | 3         | 0         | 0,0       | -         | -     | -             | -             | 0             | 0             |  |         |         |
| 2007       | Chargers de San Diego | 3  | 6     | 2         | 4         | 0,0       | -         | -     | -             | -             | 0             | 0             |  |         |         |
| 2008       | Chargers de San Diego | 2  | 9     | 2         | 7         | 0,0       | -         | -     | -             | -             | 0             | 0             |  |         |         |
| Totaux NFL | Totaux NFL            | 7  | 18    | 7         | 11        | 0,0       | -         | -     | -             | -             | 0             | 0             |  |         |         |

## Vie privée
En 1999, Williams a épousé l'auteur-compositeur-interprète Surel Williams (née Sureldie Rycha Davis) de Lancaster au Texas. Le couple a eu deux filles, Joy et Jasmine Williams.

## Identité visuelle

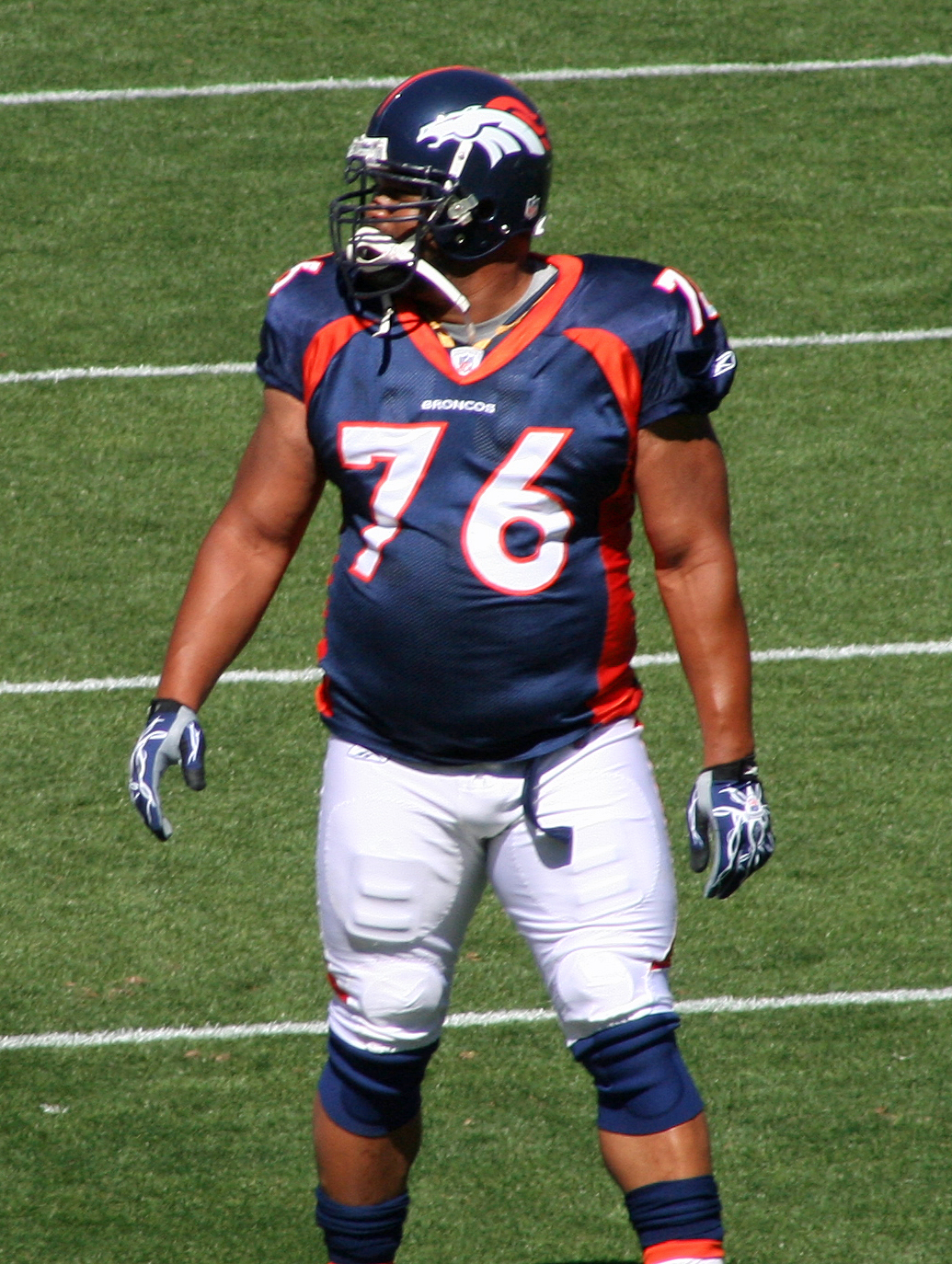
Williams en 2010 chez les Broncos.